# 名古屋市立松原小学校
名古屋市立松原小学校（なごやしりつ まつばらしょうがっこう）は、愛知県名古屋市中区松原三丁目の公立小学校。

## 歴史

### 沿革
- 1913年（大正2年）8月16日 - 日置小学校校舎（6教室）の増築工事が竣工する[2]。
- 1946年（昭和21年）4月15日 - 義校を前身とする「日置小学校」と1909年（明治42年）設立の「日新小学校」の2校統合により、名古屋市立日置小学校として創立[1]。

### 児童数の変遷
『愛知県小中学校誌』（1998年）によると、児童数の変遷は以下の通りである。
| 1947年（昭和22年） | 678人 |  |
| 1957年（昭和32年） | 783人 |  |
| 1967年（昭和42年） | 439人 |  |
| 1977年（昭和52年） | 408人 |  |
| 1987年（昭和62年） | 310人 |  |
| 1997年（平成9年）  | 268人 |  |

## 通学区域
所管する名古屋市教育委員会は、2019年（令和元年）9月1日現在、中区のうち、松原二丁目・松原三丁目の全域および上前津一丁目・橘一丁目・橘二丁目・松原一丁目・門前町の各一部を通学区域として指定している。
また、卒業後の進学先は名古屋市立伊勢山中学校となっている。

## 交通アクセス
- 名古屋市営地下鉄鶴舞線 大須観音駅3番出入口より徒歩で約800メートル[WEB 3]。
- 名古屋市営地下鉄名城線 東別院駅4番出入り口より徒歩で約900メートル[WEB 3]。
- JR東海道本線 / 中央本線・名鉄名古屋本線 金山駅より徒歩で約1500メートル[WEB 3]。
- 名鉄名古屋本線 山王駅より徒歩で約1000メートル[WEB 3]。
- JR東海道本線 尾頭橋駅より徒歩約1500メートル[WEB 3]。

### WEB
1. ↑  名古屋市教育委員会事務局総務部教育環境計画室計画係 (2019年9月1日). “名古屋市立小・中学校の通学区域一覧（中区）” (PDF).   名古屋市. 2020年6月14日閲覧。
2. ↑  名古屋市教育委員会事務局総務部教育環境計画室計画係 (2018年4月1日). “名古屋市立中学校区一覧（小→中）” (PDF).   名古屋市. 2020年6月14日閲覧。
3. 1 2 3 4 5  “名古屋市立松原小学校”.   名古屋市立松原小学校. 2020年6月14日閲覧。

### 書籍
1. 1 2 3 4  六三制教育五十周年記念愛知県小中学校誌編集委員会 1998, p. 316.
2. ↑  名古屋市会事務局 1963, p. 208.